# Izumo (Šimane)
Izumo (japonsky:出雲市 Izumo-ši) je japonské město v prefektuře Šimane na ostrově Honšú. Žije zde přes přibližně 172 tisíc obyvatel. V okolí města se nachází proslulá šintoistická svatyně Izumo. Chrám byl roku 1952 prohlášen za japonský národní poklad.

## Partnerská města
- Dún Laoghaire, Irsko (2008)

- Évian-les-Bains, Francie (2002)

- Chan-čung, Čína (1996)

- Kalajoki, Finsko (2003)
- Santa Clara, Kalifornie, Spojené státy americké (1986)